# IHM par genre
L'IHM par genre (gender HCI en anglais) est une branche de l'interface humain-machine (IHM) focalisant sur les différences dans la manière dont les femmes et les hommes interagissent avec les ordinateurs.

## Généralités
L'IHM par genre analyse l'effet, selon le genre, des attributs des logiciels, voire du matériel informatique. Comme toute branche de l'IHM, l'IHM par genre est un domaine interdisciplinaire faisant intervenir la psychologie, l'informatique, le marketing, les neurosciences, l'éducation et l'économie. Toutes ces disciplines tendent à démontrer que les femmes et les hommes résolvent les problèmes, communiquent et traitent l'information de manières différentes. L'IHM par genre tente de déterminer si l'on doit tenir compte de ces différences lors du design des logiciels et du matériel informatique. 

## Exemples
L'IHM par genre étudie notamment les effets de la confiance et de l'auto-efficacité sur l'interaction des deux genres avec les logiciels ainsi que le design :
- de logiciels conçus spécifiquement pour un genre (tels les jeux vidéo créés pour les femmes),
- des moniteurs d'ordinateur (disposition et taille),
- des logiciels de résolution de problème.